# (55733) Lepsius
(55733) Lepsius  es un asteroide del cinturón principal perteneciente al cinturón de asteroides, región del sistema solar que se encuentra entre las órbitas de Marte y Júpiter.
Fue descubierto el 27 de noviembre de 1986 por Freimut Börngen desde el Observatorio Karl Schwarzschild en Tautenburg, Alemania.

## Designación y nombre
Designado provisionalmente como 1986 WS2 fue nombrado en honor del alemán Karl Richard Lepsius (1810-1884) quien estudió los monumentos, pirámides y mastabas del Imperio Antiguo (c. 2686-c. 2160 aC) en Egipto y Sudán. Hizo mucho para catalogar restos arqueológicos y establecer una cronología para la historia egipcia.

## Características orbitales
(55733) Lepsius está situado a una distancia media del Sol de 2,980 ua, pudiendo alejarse hasta 3,316 ua y acercarse hasta 2,643 ua. Su excentricidad es 0,113 y la inclinación orbital 12,324 grados. Emplea 1878,66 días en completar una órbita alrededor del Sol.
Pertenece a la familia de asteroides de (221) Eos

## Características físicas
La magnitud absoluta de (55733) Lepsius es 14,10. Tiene 4,987 km de diámetro y su albedo se estima en 0,196.